# Municipio de Cuaxomulco
El municipio de Cuaxomulco (del nahuatl: cuahuitl, xomulli, co ‘árbol, rincón, lugar’‘En el rincón de los árboles’)[cita requerida] es uno de los 60 municipios que conforman al estado mexicano de Tlaxcala. Fue fundado en 1905 y su cabecera es la ciudad de Cuaxomulco.

## Geografía
El municipio se encuentra a una altitud promedio de 2420 m s. n. m. y abarca un área de 16.58 km². Colinda al norte con el municipio de Tzompantepec, al este con San José Teacalco, al sur con Contla de Juan Cuamatzi y al oeste con Santa Cruz Tlaxcala. La mayor elevación la supone el cerro Cuatlapanga (2899 m s. n. m.).

## Demografía
De acuerdo al último censo, realizado por el INEGI en 2010, en el municipio hay una población total de 5066 habitantes, lo que le da una densidad de población aproximada de  habitantes por kilómetro cuadrado.